# Ouvrage d'Anzeling
L'ouvrage d'Anzeling est un ouvrage fortifié de la ligne Maginot, dont les installations sont réparties sur les communes d'Anzeling, Hestroff et Piblange, dans le département de la Moselle.
C'est un gros ouvrage d'artillerie, comptant neuf blocs. Construit entre 1930 et 1939, il a été épargné par les combats de juin 1940.
Il se distingue par son interminable galerie de près de 2 km de long. En allant d'ouest vers l'est, c'est le dernier gros ouvrage de la Ligne, avant celui du Simserhof, situé 80 km plus loin.

## Position sur la ligne
Faisant partie du sous-secteur de Burtoncourt dans le secteur fortifié de Boulay, l'ouvrage d'Anzeling, portant l'indicatif A 25, est intégré à la « ligne principale de résistance » entre les ouvrages d'infanterie de Bois-de-Bousse (A 24) au nord-ouest et de Berenbach (A 26) au sud-est, à portée de tir des canons des gros ouvrages du Mont-des-Welches (A 21) et du Michelsberg (A 22) plus au nord-ouest.
Les blocs de combat de l'ouvrage sont situés sur la cote 260, en pleine forêt au lieu-dit « Dordtaz », surplombant la vallée de l'Anzeling (Anzelingerbach, un affluent de la Nied) et le village d'Anzeling.

## Description
L'ouvrage est composé en surface de sept blocs de combat et de deux blocs d'entrée, avec en souterrain une caserne, une cuisine, des latrines, un poste de secours, des PC, des stocks d'eau, de gazole et de nourriture, des installations de ventilation et de filtrage de l'air, des magasins à munitions (un M 1 et plusieurs M 2) et une usine électrique, le tout relié par des galeries profondément enterrées. Ces galeries sont construites au minimum à 30 mètres de profondeur pour les protéger des bombardements. L'énergie est fournie par quatre groupes électrogènes, composés chacun d'un moteur Diesel SGCM GVU 42 (fournissant 225 chevaux à 375 tr/min) couplé à un alternateur, complétés par un petit groupe auxiliaire (un moteur CLM 1 PJ 65, de 8 ch à 1 000 tr/min) servant à l'éclairage d'urgence de l'usine et au démarrage pneumatique des gros diesels. Le refroidissement des moteurs se fait par circulation d'eau.
Le bloc 1 est une casemate d'infanterie flanquant vers le nord-ouest, armée avec un créneau mixte pour JM/AC 37 (jumelage de mitrailleuses et canon antichar de 37 mm), un autre créneau pour JM, une tourelle de mitrailleuses et deux cloches GFM (guetteur et fusil mitrailleur).
Le bloc 2 est un bloc d'infanterie, avec une tourelle pour mitrailleuses et une cloche GFM.
Le bloc 3 est un bloc d'artillerie, avec une tourelle de 81 mm et deux cloches GFM.
Le bloc 4 est un bloc d'artillerie, avec une tourelle de 75 mm modèle 1933, une cloche GFM et une cloche LG (lance-grenades).
Le bloc 5 est une casemate d'artillerie flanquant vers le nord, avec un créneau pour lance-bombe de 135 mm, une tourelle de 135 mm et deux cloches GFM (dont une sert d'observatoire avec un périscope, indicatif O 14).
Le bloc 7 est un bloc d'artillerie avec une tourelle de 75 mm modèle 1933 et une cloche GFM.
Le bloc 9 est une casemate d'infanterie flanquant vers le nord-ouest et couvrant les arrières de l'ouvrage, avec un créneau mixte pour JM/AC 47 (canon antichar de 47 mm), un autre créneau pour JM, une tourelle pour une arme mixte et un mortier et une cloche GFM.
L'entrée des hommes est en puits, armé avec un créneau mixte pour JM/AC 37, deux cloches GFM et une cloche LG.
L'entrée des munitions est de type A en plan incliné, armé avec un créneau mixte pour JM/AC 37 et deux cloches GFM.

## Histoire
À la déclaration de guerre, l'équipage de l'ouvrage, composé d'un détachement du 162e RIF et d'un détachement du 163e RIF, compte 679 hommes placés sous le commandement du chef de bataillon Ernest Guillebot du 162e RIF. Avant le 16 mai 1940, l'ennemi est toujours resté hors de portée. Le 18 mai, l'artillerie de l'Anzeling ouvre le feu en direction de Beckerholz. Le 14 juin, l'ennemi atteint le bois d'Anzeling. Le 15 juin, l'ouvrage effectue de nombreux tirs puis reçoit à 16 heures l'ordre de mettre en œuvre son plan de destruction avant d'évacuer. Mais le lendemain, le colonel Cochinard qui commandait le secteur se replie sur l'ouvrage et donne l'ordre inverse.
Les jours suivants, des escarmouches se produisent régulièrement avec l'ennemi. Le 22 juin, un émissaire Allemand se présente pour demander la reddition de l'ouvrage qui est encerclé ; les Français refusent de se rendre et l'ouvrage est bombardé par l'ennemi. Les 25 juin, les Allemands décident le cessez-le-feu, mais les équipages ne se rendent pas. Le 30 juin, le colonel Marion de la commission d'armistice apporte l'ordre du gouvernement Français de remettre l'ouvrage aux Allemands, ordre confirmé le lendemain par le colonel de Souzy. L'ouvrage est évacué le 3 juillet 1940, et sa garnison, après avoir défilé devant le colonel Marion sous les ordres du colonel Cochinard, est emmenée en captivité en Allemagne.  
Après-guerre, l'ouvrage d'Anzeling sera réutilisé dans le cadre de l'OTAN, avant d'être définitivement abandonné dans les années 1970.